# Wangerooge

Carte de la Frise orientale

Wangerooge est une île et une commune allemande d'environ 8 km2. C'est la plus orientale des Îles de la Frise-Orientale à l'est de Spiekeroog. Elle appartient en tant que commune à l'arrondissement de Frise (Landkreis Friesland) dans le Land de Basse-Saxe. On y parlait jusque dans les années 1930 une variante, aujourd'hui éteinte, du frison oriental.

## Géographie
Comme les autres îles frisonnes, Wangerooge est un long banc de sable, et dérive à cause des vents d'ouest ; l'île a dérivé plus rapidement que les autres, et s'est déplacée de 2 kilomètres vers le sud et 2,5 kilomètres vers l'est en trois siècles. La tour à l'ouest de la ville, près du port, est par exemple au même emplacement que l'était l'église-phare qui était au milieu de l'île en 1623. À l'heure actuelle, on continue de prélever du sable sur la plage à l'est pour le remettre sur la plage au nord, d'où il est chassé par le vent ; cependant, l'île est plus stable depuis les travaux et aménagements entrepris après la tempête de 1962.
Wangerooge est recouverte de dunes, blanches sur le littoral, brunes au milieu de l'île. Elles sont couvertes de bruyères, d'argousiers, et d'oyats, qui fixent les dunes ; des structures triangulaires en boix parsèment le littoral pour indiquer les passages à emprunter dans les dunes, afin d'éviter de piétiner les oyats, qui périraient et cesseraient de fixer la dune. L'île est classée comme parc national, mis à part le village au centre de l'île.

## Histoire
Au Moyen Âge, à l'inverse des autres îles de l'archipel, elle n'appartenait pas à la principauté de Frise orientale, mais à la petite seigneurie de Jever, qui a été en possession des tsars entre 1793 et 1818. En conséquence, entre 1818 et 1947, elle ne faisait pas partie du royaume de Hanovre ni, à partir de 1866, de la province prussienne de même nom, comme les autres îles. En effet, elle appartenait au grand-duché d'Oldenbourg, qui est devenu en 1918 l'État libre d'Oldenbourg.
Le 25 avril 1945, ses batteries côtières sont bombardées par 482 bombardiers de la Royal Air Force dont dix-huit appartenant à l'Escadron de bombardement 1/94 Guyenne et douze au  Groupe de bombardement I/25 Tunisie, unités françaises incorporées dans la Royal Air Force; sur  bombardier Handley Page Halifax. Leur dernière mission a lieu ce jour-là. L'avion du capitaine De Hautecoeur est abattu au cours de ce dernier raid. Il reçoit un obus de DCA en plein fouet, derrière les ailes. L'avion se casse en deux et tombe. Il n'y a aucun survivant.

## Transports
À l'heure actuelle, les voitures ne sont pas autorisées sur le territoire de l'île pour la tranquillité des habitants et vacanciers, à l'exception des véhicules d'urgence et de quelques véhicules électriques qui servent de taxi ou de transport de marchandises.
Wangerooge possède un aéroport (code AITA : AGE). L'île peut donc être rejointe par avion au départ de Brême ou Hambourg.
Il y a également une voie ferrée sur l'île, qui sert de navette entre le débarcadère des ferrys et le village ; la voie ferrée passe par une ouverture en hauteur dans la digue sud, qui protège le quartier résidentiel. Le trajet depuis Harlesiel (ferry + train) dure environ une heure et demie.

## Galerie

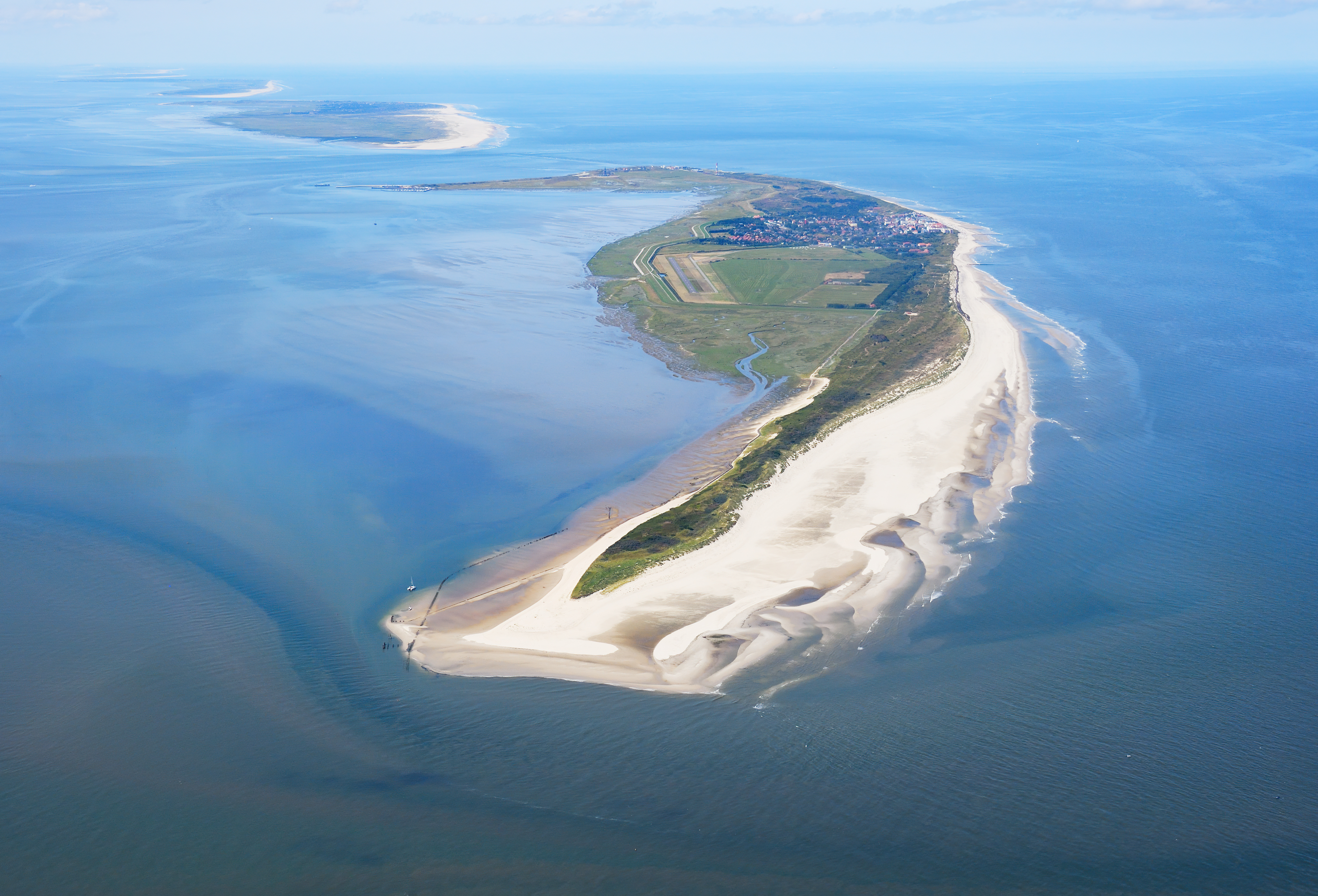
Wangerooge
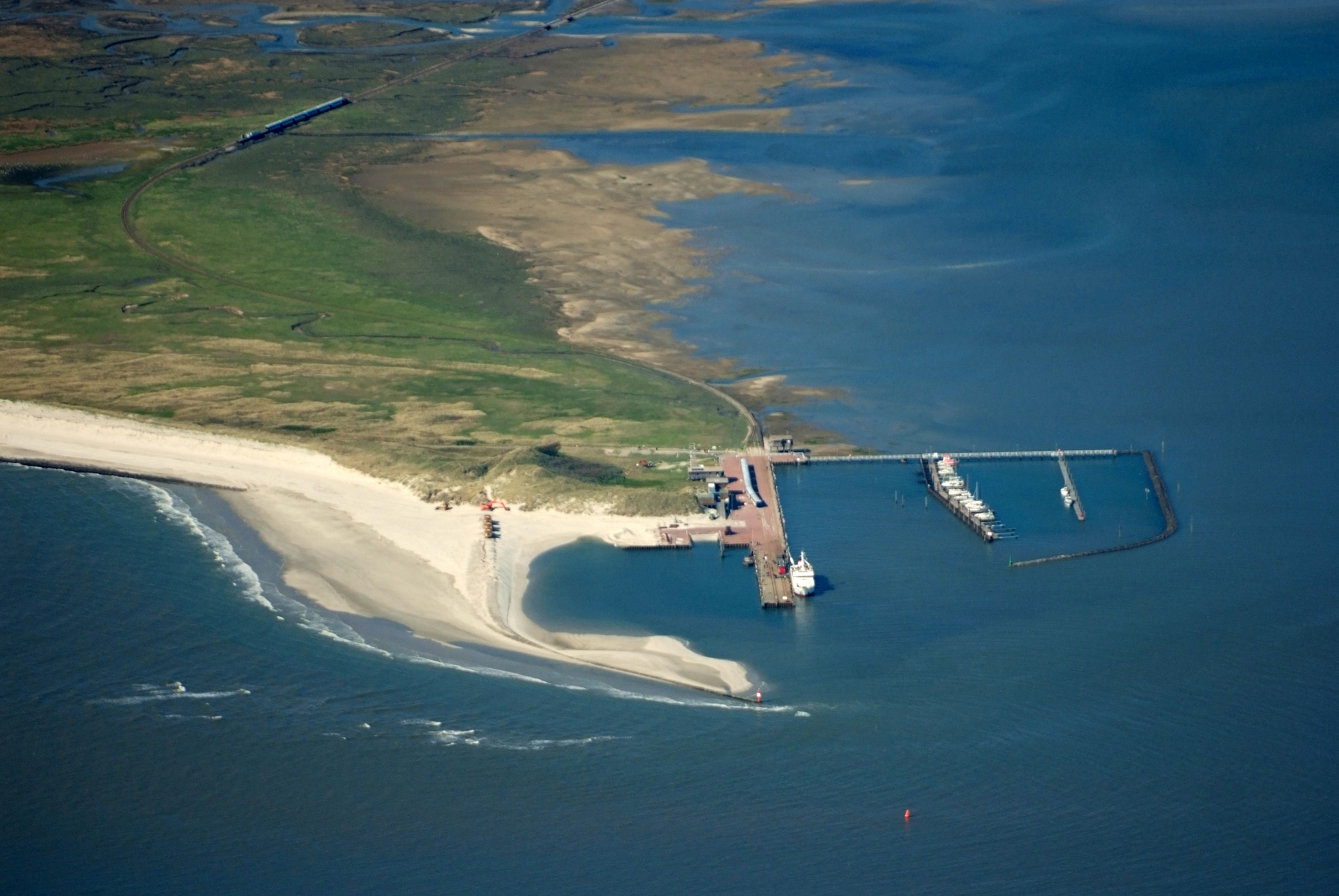
Le port
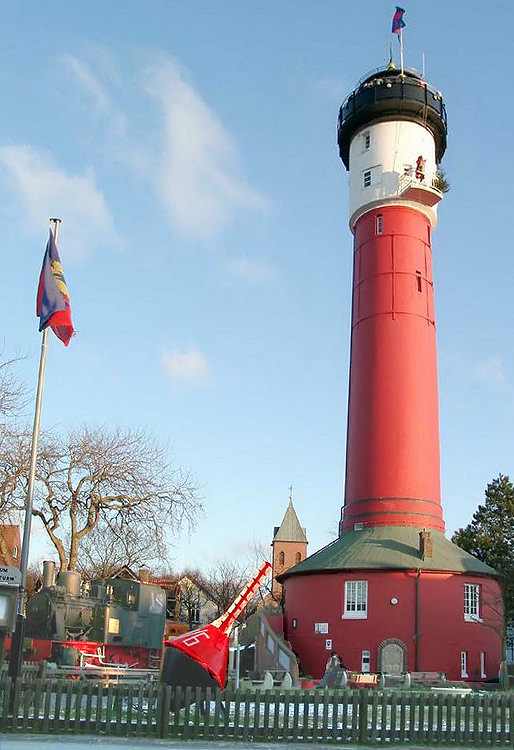
Phare ancien (1856)
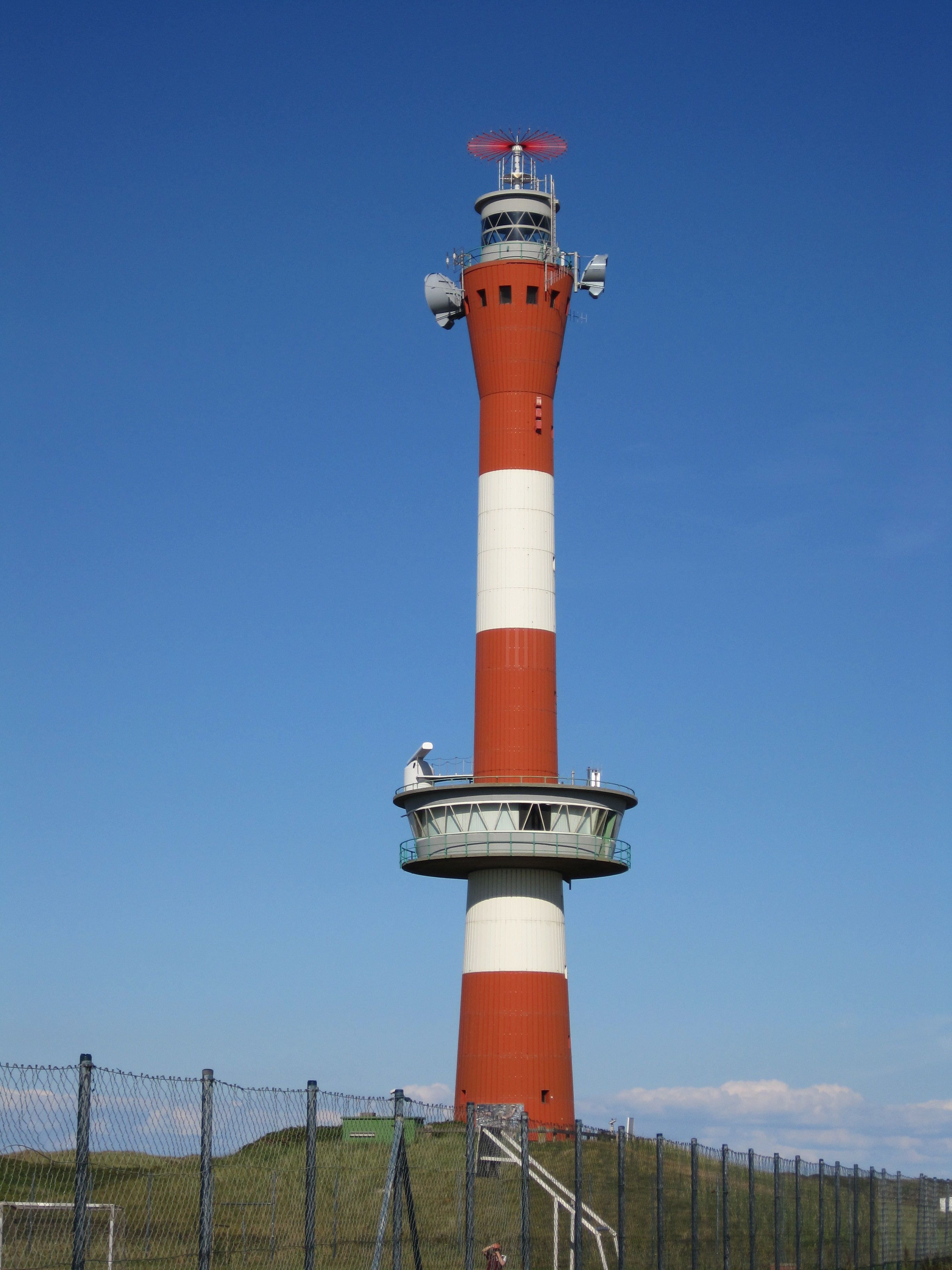
Phare moderne (1969)
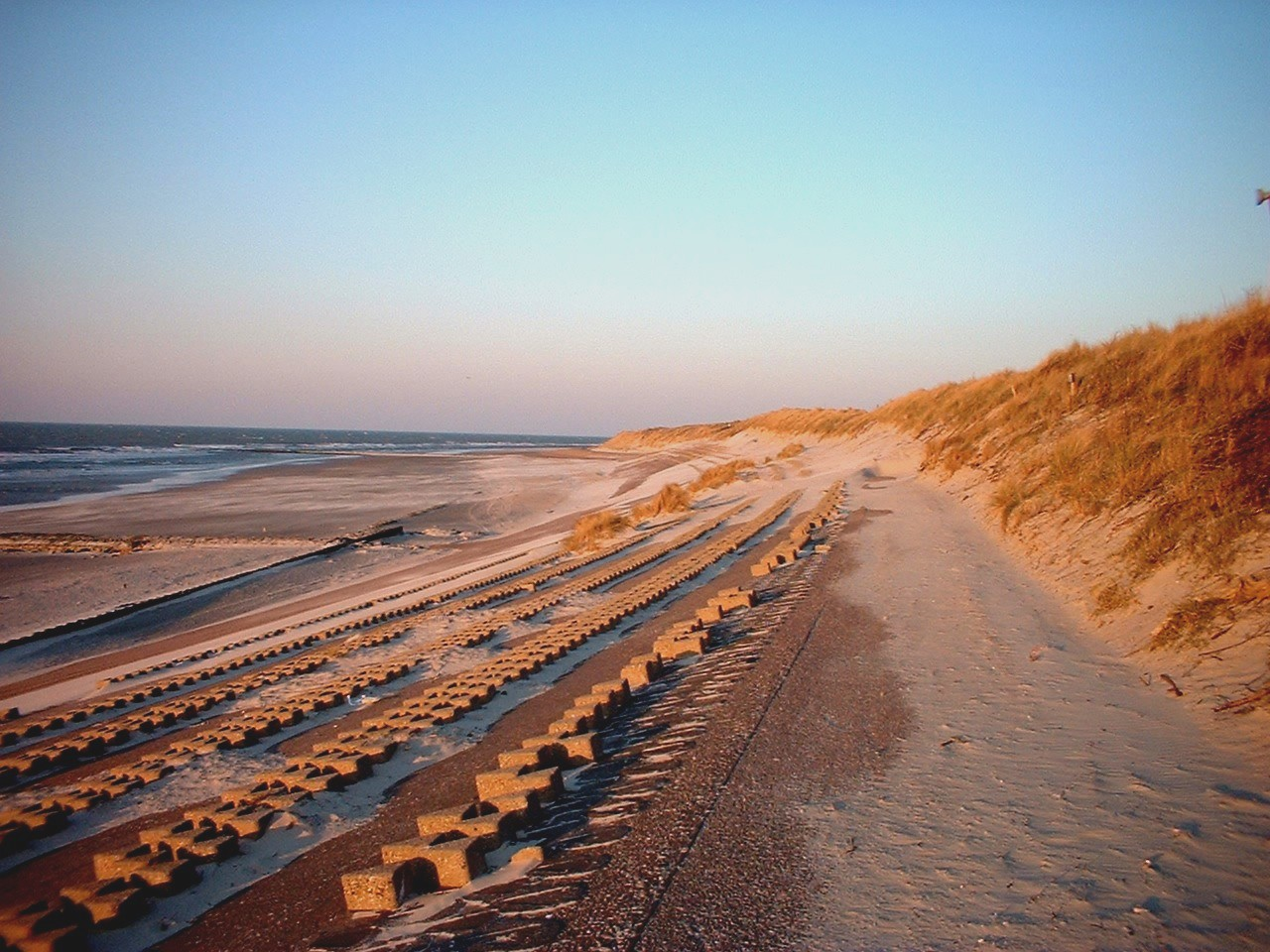
Plage et digue sur l'île de Wangerooge
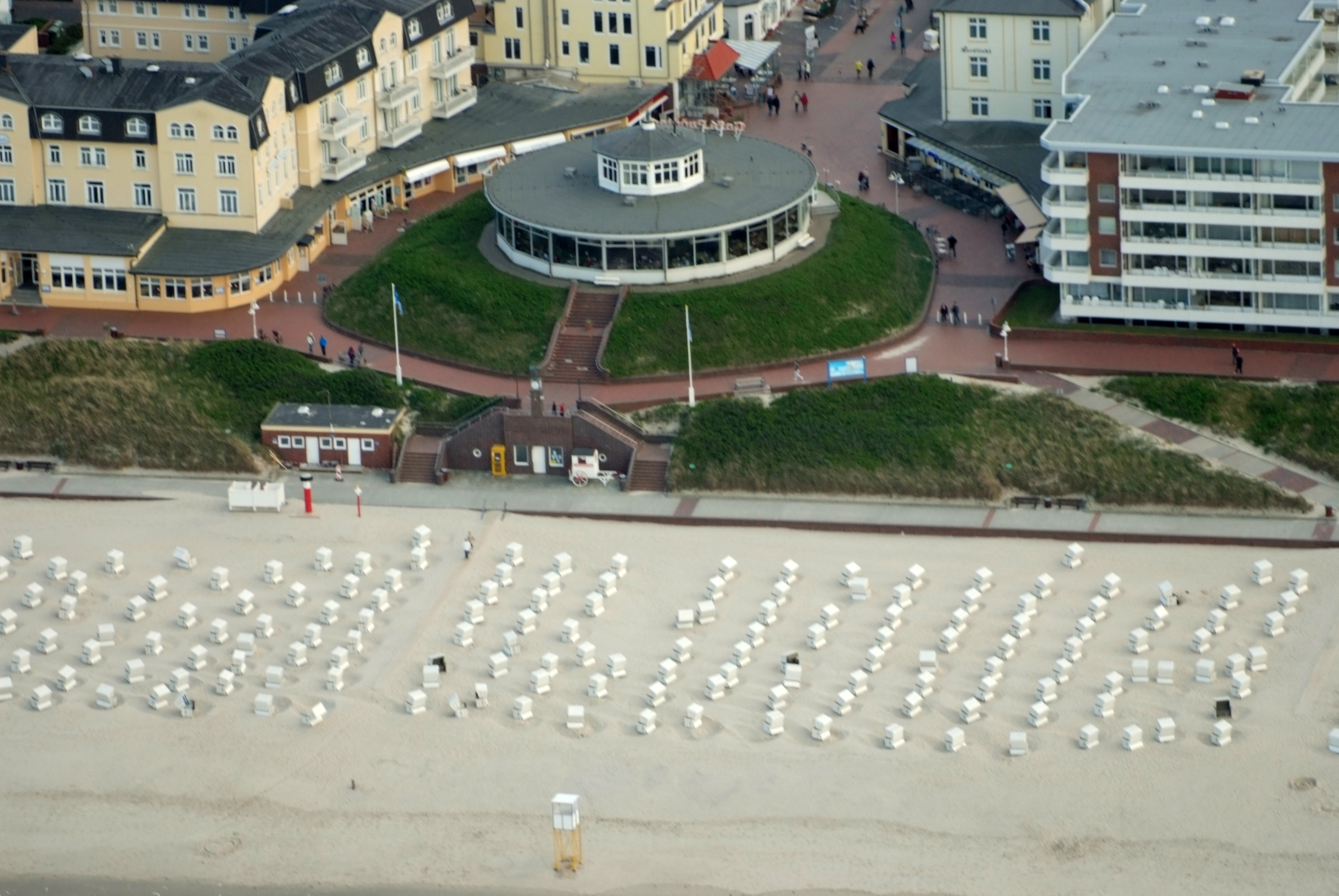
Café Pudding

## Voir également
- Station balnéaire de Schillig
- Liste des îles sans voitures